# Акаминэ, Синго
Синго Акаминэ (яп. 赤嶺 真吾; род. 8 декабря 1983, Наха, Префектура Окинава, Япония) — японский футболист, выступавший на позиции нападающего.

## Клубная карьера
Синго Акаминэ родился 8 декабря 1983 года в городе Наха.
Футболом стал заниматься с шестнадцати лет, обучавшись футболу в Высшей школе Кагосимы. Спустя два года перешёл на спортивное обучение в Университет Камодзавы, где после трёх лет обучения стал профессиональным футболистом.

### Токио
Карьеру профессионала начал в клубе Высшей лиги Японии Токио. В 2005 году сыграл лишь один матч в рамках Кубка лига против ДЖЕФ Юнайтед Итихара Тиба который закончился поражением со счётом 3:2.
С 2006 года стал постоянно вызываться в основной состав, однако лишь раз за все соревнования отыграл полный матч в рамках Джей лиги в матче против Нагои Грампус который закончился победой 2:1. В кубке лиги сыграл 3 матча, меньше всего сыграв в ничейном матче против Урава Редс, заменив Рюки Кодзаву на 89 минуте матча. Первый свой гол за клуб забил 15 апреля в матче против ДЖЕФ Юнайтед, отыграв полный второй раунд и отметившись голом на 69 минуте матча. Всего за год во всех соревнованиях сыграл 19 матчей и отметился тремя голами, все в рамках чемпионата Японии.
В 2007 году впервые сыграл в Кубке Императора в стадии четвёртого раунда в матче против Акиты. Встреча закончилась победой со счётом 2:1. За сезон всего отыграл 20 матчей (15 чемпионат, 4 кубок лиги, 1 кубок императора) и отметился шестью голами.
В 2008 году стал основным нападающим клуба, в чемпионате лишь два раза не выходил на поле будучи заявленным на матч. Всего за сезон отыграл 40 матчей и отметился 18 голами, принимал участие и забивал во всех соревнованиях того года.
2009 год сложился наиболее успешно для Синго, его команда выиграла кубок лиги, в финале соревнования со счётом 2:0 их победила Кавасаки Фронтале. Акаминэ провёл на поле 60 минут.

### Вегалта Сэндай
В 2010 году отыграл половину сезона за Токио, после чего 11 августа перешёл в Вегалта Сэндай. Трансфер обошёлся клубу в 700 000 евро. В сезоне играл только в рамках чемпионата, отыграв 15 матчей при четырёх забитых голах.
В 2011 году играл во всех соревнованиях клуба, при этом побив свой рекорд по выходам на поле и забитым мячам за сезон в рамках чемпионата, проведя 37 матчей на поле и забив 14 голов (все в рамках чемпионата Японии), который повторил в следующем году.
В 2012 году смог достичь первого достижения с клубом — серебро чемпионата, команде не хватило 7 очков для золота. Благодаря этому результату клуб смог квалифицироваться на Лигу чемпионов азиатского континента.
В 2013 году впервые принял участие в международном соревновании. Принял участия в четырёх матчах Лиги чемпионов, проведя два полных матча. Три матча были сведены в ничью, один против Джей Сэйнти был проигран со счётом 2:1. Всего за сезон во всех соревнованиях сыграл 33 матча на поле и забил 3 мяча, все в рамках чемпионата.
В 2014 году играл лишь в чемпионате и кубке лиги, всего за сезон отыграл 33 матча при 10 забитых голах.
9 января 2015 года за 700 000 евро перешёл в Гамбу Осака. Представлял клуб в четырёх матчах лиги чемпионов, кубке лиги и 13 матчах чемпионате. Всего отыграл 21 матч за клуб, не забив ни единого гола. В этом сезоне клуб стал серебряным призёром чемпионата и кубка лиги.

### Фаджано Окояма
В связи с низкой результативностью в клубе в феврале 2016 Акаминэ перешёл в клуб второй лиги Японии Фаджано Окаяма. В том же сезоне побил свой рекорд по количеству выходов на поле (41 матч), однако смог забить лишь 4 гола.
В 2017 году выступал только чемпионате, отыграв 22 матча на поле при 10 забитых голах.
В 2018 году результативность Акаминэ снова упала, при 36 выходах на поле были забиты только два гола.
В 2019 году забил только один гол в матче против Нагасаки при 22 матчах. Низкая результативность Акаминэ была связана с заболеванием ковидом, из-за которого он отсутствовал в весеннем этапе чемпионата.
В 2020 году Акаминэ не смог забить ни единого мяча, не смотря на почти полностью отыгранный чемпионат (пропустил 6 матчей из-за коронавирусной инфекции).
В 2021 году перешёл в клуб Рюкю, где отыграл 28 матчей и забил 3 гола, после чего в феврале 2022 года завершил футбольную карьеру.

## Достижения
«Чемпионат Японии»
- Призёр: 2012, 2015 ()

«Кубок лиги»
- Обладатель: 2009 ();
- Призёр: 2015 ()

«Кубок Императора»
- Обладатель: 2015 ()